# Prosopis tamarugo
Prosopis tamarugo é uma espécie vegetal da família Fabaceae.
Apenas pode ser encontrada no Chile.